# زرزورة

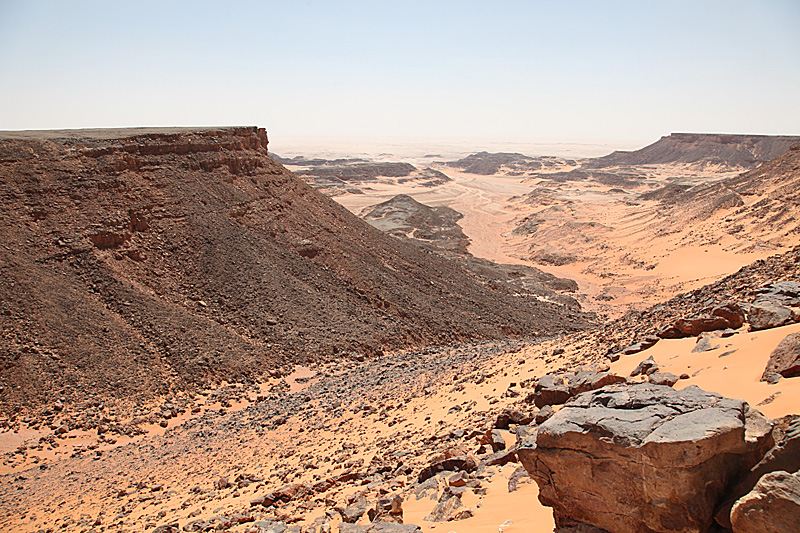
بلفيو، هضبة الجلف الكبير، الصحراء الغربية، مصر

زرزورة مدينة أو واحة أسطورية.

## الإشاعة
ترددت شائعات منذ فترة طويلة عن وجود زرزورة في عمق الصحراء غربي نهر النيل في مصر أو ليبيا. وفي كتابات تعود إلى القرن الثالث عشر، ذكرت مدينة كانت «بيضاء كالحمامة» وأطلق عليها اسم «واحة الطيور الصغيرة». ذكر كتاب الكنوز ، أن زرزورة مدينة في الصحراء مليئة بالكنوز مع ملك وملكة نائمين. يحرس المدينة عمالقة سود يمنعون أي شخص من الدخول والخروج. قد تكون هذه إشارة إلى التبو، البدو في تشاد وليبيا الذين اعتاد أسلافهم مداهمة الواحات في الصحراء.
«أول إشارة أوروبية إلى زرزورة وردت في عام 1835 من قبل عالم المصريات الإنجليزي جون غاردنر ويلكنسون، بناءً على تقرير عربي قال إنه عثر على الواحة أثناء بحثه عن جمل مفقود. تقع» الواحة المسماة وادي زرزورة«على بعد خمسة أيام غرب المسار الذي يربط بين واحتي الفرافرة والبحرية، وتكثر» أشجار النخيل والينابيع وبعض الآثار غير مؤكدة التاريخ«. على الرغم من أن حكايات المواقع الصحراوية السرية التي عثر عليها الباحثون عن الجمال الضالة كانت شائعة بما فيه الكفاية، إلا أن رواية ويلكنسون تعززت عندما اكتشف المستكشفون لاحقًا عددًا من الواحات غير المعروفة سابقًا والتي تم تسميتها في حسابه إلى جانب زرزورة. لكنهم لم يجدوا زرزورة نفسها».
منذ منتصف القرن التاسع عشر، قام المستكشفون الأوروبيون برحلات في الصحراء بحثًا عن زرزورة ولكنهم لم ينجحوا أبدًا في العثور عليها. قاد المستكشف البريطاني رالف باغنولد والمجري لازلو (لاديسلاوس) ألماسي رحلة استكشافية للبحث عن زرزورة في الفترة من 1929 إلى 1930 باستخدام شاحنات فورد موديل أي. في عام 1932، اكتشفت الرحلات الاستكشافية التي قام بها ألماسي وكلايتون واديين في الجلف الكبير. في العام التالي وجد ألماسي وادي ثالث «زرزورة»، وهي في الواقع واحات مطيرة في الصحراء النائية.  اعتبر باغنولد زرزورة أسطورة لا يمكن كشفها.
أنشأ المشاركون في استكشاف زرزورة نادي زرزورة في حانة بوادي حلفا عند عودتهم عام 1930. ظل العديد من أعضاء النادي أصدقاء وعملوا كضباط في الجيش البريطاني أثناء الحرب العالمية الثانية. خدم العديد منهم في دورية الصحراء بعيدة المدى خلال حملة شمال إفريقيا. ألماسي خدم روميل في الفيلق الأفريقي وساعد الإيطاليين.

## زرزورة البيضاء
وفقًا للكتابات التاريخية لمخطوط أمير في بنغازي، ليبيا عام 1481، جاء جمّال يُدعى حامد كيلة إلى بنغازي في حالة سيئة وروى للأمير أنه كان في مدينة زرزورة. يبدو أن حامد كيلة وقافلة كانا يتجهان من نهر النيل إلى واحات الداخلة والخارجة ووقعا في عاصفة رملية شرسة أودت بحياة الجميع باستثناء كيلا الذي نجا على ما يبدو تحت جثة جمله الميت. بعد أن مرت العاصفة خرج الرجل من الجمل ليجد نفسه مرتبكًا فالعاصفة غيرت كل المعالم المألوفة. عندما أصيب كيلة بالهذيان بسبب العطش وجدته مجموعة من الرجال الغرباء. وقيل إن الرجال طوال القامة وشعرهم أشقر وعيونهم زرق، ويحملون سيوفًا مستقيمة بدلاً من السيوف العربية وأخذوا الجمال إلى مدينة تسمى زرزورة لرعايته. وُصِفت زرزورة بأنها مدينة بيضاء يمكن الوصول إليها من خلال وادٍ يمتد بين جبلين، ومن الوادي هناك طريق يؤدي إلى بوابات المدينة التي كان يعلوها نقش لطائر غريب. وداخل المدينة منازل بيضاء فخمة، ونخيل وينابيع ومسابح تستخدمها النساء والأطفال للاغتسال والاستحمام. وروى حامد كيلة أن الزرزورين أو «الزوري» عاملوه بلطف وتحدثوا بلغة غريبة من اللغة العربية كان من الصعب عليه فهمها ولكن تم شرحها له بعناية من قبل الزوري، الذي يبدو أنه لم يكن مسلماً لأن النساء. لم يكن يرتدين الحجاب ولا توجد مساجد في المدينة، ولم يسمع حامد كيلة أي أذان.
روى الجمال القصة للأمير بعد شهور من وجوده في زرزورة، وسأله الأمير عن سبب وجوده في بنغازي في الوقت الحاضر. انزعج حامد من الاستجواب وأخبره أنه هرب من زرزورة ذات ليلة. ثم سأل الأمير لماذا كان من الضروري الهروب إذا كان السزور عاملوه بلطف، وواجه الجمال صعوبة في التوضيح. شك الأمير في شيء غريب وأمر حراسه بتفتيش كيلة، فوجدوا حجر ياقوت ثمين مرصع على خاتم ذهبي. ثم سأل الأمير كيف حصل على الخاتم، لكن كيلة لم يصرح. بعد أن ظن الأمير أنه سرقها من سوري، أخذ الأمير كايلا إلى الصحراء لقطع يديه. صدق الأمير قصة الرجل وذهب ورجاله فيما بعد إلى الأرض القاحلة ليبحثوا عن زرزورة، ولم يجدوها، لعل الأمير لم ينظر في المنطقة الصحيحة من الصحراء.
وبحسب مصادر مجهولة، فإن الخاتم كان في حوزة ملك ليبيا إدريس، الذي أطاح به معمر القذافي ومجلس قيادة الثورة عام 1969. يقال أن الخاتم قد فحص من قبل العديد من الخبراء الذين يزعمون أنه ذو قيمة كبيرة، ويُعتقد أنه تم صنعه من قبل الأوروبيين في القرن الثاني عشر، مما يشير إلى أن الزرزورين الذين كانوا يمتلكونه قبل أن يسرقه حامد كيلة من بقايا الصليبيين الأوروبيين الأوائل الذين ضاعوا في الصحراء في طريقهم إلى القدس أو العودة منها وأقاموا موطنهم الخاص في الصحراء. ومع ذلك، يبدو أنه ليس هناك أي معلومات حول الحلقة المفترضة متاحة من قبل أي مصادر، ولا يوجد أي دليل على وجودها. علاوة على ذلك، نظرًا لأن حامد كيلة كان راويًا لقصة زرزورة، فمن المحتمل أنه قد يكون المؤلف المجهول لكتاب الكنوز (كتاب الكنوز المخفية) منذ وقوع محنته في القرن الخامس عشر، حيث تم نشر المخطوطة أيضًا في ذلك التوقيت.

## أفلام عن زرزورة
- زرزورة (أصوات الساحل، 2017) إخراج كريستوفر كيركلي. روائي عرقي طويل تم تصويره في الصحراء الكبرى.

## روابط خارجية
- مراجعة كتاب واشنطن تايمز عن مطاردة شاول كيلي لزرزورا
- مقتطفات من المريض الإنجليزي عن زرزورة
- اقتبس من القرن الخامس عشر عن زرزورة
- http://www.askwhy.co.uk/analogiesandconjectures/Zerzura01.php
- https://www.scribd.com/doc/22040577/11-2009-Never-Heard-of-Zerzura